# Helmeczi Komoróczi István
Helmeczi Komoróczi István (Királyhelmec, 1670 – Nagykőrös, 1753. február 22.) református lelkész, a Dunamelléki Református Egyházkerület püspöke 1740-től haláláig.

## Élete
Debrecenben tanult, hol 1688. március 6-án lépett a togátusok sorába, és miután praeceptori meg contrascribai tisztet viselt, 1695 májusában rektornak ment Győrbe. Kétévi itt időzés után külföldön folytatta tanulmányait, mégpedig 1697 júniusában az oderafrankfurti, ez év őszén a franekeri egyetemre iratkozván be. Angliába is ellátogatván, 1700 végén visszatért hazájába, s 1701-ben hajdúhadházi, 1703-ban nagykállói, 1712 áprilisában szatmári lelkész lett. Itt 1713-ban jegyzővé, 1719 januárjában esperessé választotta a szatmári egyházmegye, 1721-ben generalis notariussá a tiszántúli egyházkerület. 1723-ban Nagykőrösre hívták lelkésznek s itt 1740. június 23-tól püspöke volt a dunamelléki kerületnek. Lelkészi állásáról 1747-ben nyugalomba lépett, de azután is prédikált évenként hétszer. Püspöki hivataloskodása a magyar prot. egyházaknak szerfölött keserves idejére esett, de ő szilárdan küzdött egyháza érdekében úgy az egyházi élet, mint az irodalom mezején.

## Művei
- De miraculis Christi (3 rész). (Franeker, 1700.)
- Igazság paizsa (Melianus Gnatereth álnév alatt, Bernard Pál ellen, Albertinus E.-nek Deventerben 1655-ben megjelent „De eucharistiae… sacramento” c. műve nyomán). (Miaburg [tulajdonképpen Utrecht], 1741.) – Több katholikus hittudós vette cáfolat alá, még félszázad múltával is;
- Chernel Lászlóhoz írt hosszú levelében Ribini János, kinek Hatvani István szintén kéziratban még hosszabban felelt; ezt aztán Ribini megint nem hagyta szó nélkül.
- Előszóval látta el Losonczi Istvánnak „Éneklésben tanító mester”-ét.
- A Pál kolosséi levelére írt terjedelmes magyarázata és sok prédikációja kéziratban maradt.

Losonczinak felette tartott gyászbeszédét a Czelder Figyelője (1882.) közölte. Üdvözlő verset írt Zilahi Andráshoz (1699.) és Gyöngyösi Pálhoz (1700.).